# بروس كارتر
بروس كارتر (بالإنجليزية: Bruce Carter)‏ هو لاعب كرة قدم أمريكية أمريكي، ولد في 19 فبراير 1988 في هافلوك في الولايات المتحدة.

## وصلات خارجية
- بروس كارتر على موقع مرجع كرة القدم المحترفة.كوم (الإنجليزية)